# Chase Sui Wonders

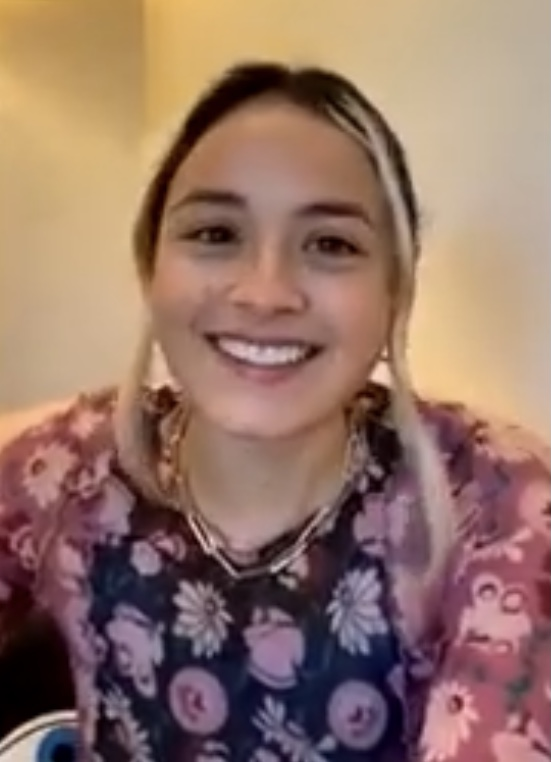
Chase Sui Wonders (2021)

Chase Sui Wonders (* 21. Mai 1996 in Michigan) ist eine US-amerikanische Schauspielerin.

## Leben
Chase Sui Wonders wurde als Tochter eines chinesischstämmigen Vaters geboren und wuchs in der Nähe von Detroit in Michigan auf. Ihre Tante ist die Modeschöpferin Anna Sui. An der Harvard University studierte sie Filmproduktion, das Studium schloss sie magna cum laude ab, außerdem schrieb sie dort für den Harvard Lampoon.
2019 war sie im Mystery-Horror-Thriller Der Killer in mir als Makayla zu sehen. In der Coming-of-Age-Dramedy-Serie Generation von HBO Max gehörte sie 2021 unter anderem neben Chloe East und Lukita Maxwell als Riley zur Hauptbesetzung. In der Horrorkomödie Bodies Bodies Bodies (2022) von Halina Reijn spielte sie die Rolle der Emma. Im selben Jahr verkörperte sie im Filmdrama Out of the Blue – Gefährliche Lust mit Diane Kruger und Ray Nicholson die Rolle der Astrid.
In der Apple TV+-Serie City on Fire spielte sie 2023 die Rolle der Samantha Yeung, in der 2025 ebenfalls auf Apple TV+ veröffentlichten Serie The Studio mit Seth Rogen gehört sie als Quinn zur Hauptbesetzung. Für die Fortsetzung von Ich weiß, was du letzten Sommer getan hast wurde sie unter anderem neben Jonah Hauer-King und Sarah Pidgeon als Teil der fünfköpfigen Freundesgruppe besetzt.
In den deutschsprachigen Fassungen wurde sie von Alice Bauer in Out of the Blue – Gefährliche Lust, City on Fire und Generation, von Samina König in Bodies Bodies Bodies sowie von Luisa Wietzorek in The Studio synchronisiert.

## Filmografie (Auswahl)
- 2009: A Trivial Exclusion
- 2015: Last Migration
- 2018: Salami on White (Kurzfilm)
- 2019: Der Killer in mir (Daniel Isn’t Real)
- 2019: Warpaint for the Teenage Soul (Kurzfilm)
- 2020: Betty (Fernsehserie, zwei Folgen)
- 2020: On the Rocks
- 2021: Beau (Kurzfilm)
- 2021: Generation (Fernsehserie, 16 Folgen)
- 2022: Wake (Kurzfilm)
- 2022: Bodies Bodies Bodies
- 2022: Out of the Blue – Gefährliche Lust (Out of the Blue)
- 2023: Bupkis (Fernsehserie, vier Folgen)
- 2023: City on Fire / Fire in the Sky (Fernsehserie, acht Folgen)
- 2024: Little Death
- 2024: Moon Lake (Kurzfilm)
- 2025: The Studio (Fernsehserie, acht Folgen)
- 2025: Ich weiß, was du letzten Sommer getan hast (I Know What You Did Last Summer)